# Tobías Reinhart
Tobías Elián Reinhart (Lomas de Zamora, Argentina, 21 de mayo de 2000) es un futbolista argentino que juega en la posición de delantero. Actualmente milita en Reggiana de la Serie B de Italia.

## Trayectoria
Oriundo de Lomas de Zamora, se unió a las divisiones inferiores de Temperley el año 2009, llegando al primer equipo.Participó en dos partidos en la temporada de Primera B Nacional 2018-19, saliendo desde el banco de suplentes en un partido ante Estudiantes de Caseros en un partido de Copa Argentina y en un partido de la Primera B Nacional ante Gimnasia y Esgrima de Mendoza. Su primera titularidad fue en diciembre de 2018 en un empate sin goles ante Defensores de Belgrano.
En agosto de 2019 fue cedido a préstamo al Spezia de la Serie B italiana,siendo asignado al equipo primavera que participa en el Campeonato Primavera 2.En noviembre de 2019, comenzó a ser citado por el primer equipo, debutando en Serie B el 26 de diciembre de 2019, jugando los 90 minutos en un partido ante Virtus Entella.Luego de lograr el ascenso a la Serie A, Spezia trató de adquirir su carta, más no hubo acuerdo económico con Temperley. Luego de caerse una negociación con Catania, regresó a Temperley.
El 19 de febrero de 2021, marcó su primer gol como profesional con la camiseta del Gasolero, anotando el tercer gol del partido ante Talleres de Remedios de Escalada.
En diciembre de 2023, luego de no renovar su contrato, regresa a Italia fichando para la Reggiana de la Serie B.

## Clubes
| Club              | País      | Año       |
| ----------------- | --------- | --------- |
| Temperley         | Argentina | 2018-2023 |
| → Spezia (cedido) | Italia    | 2019-2020 |
| Reggiana          | Italia    | 2024-Act. |